# عسل توهم‌زا
عسل توهم‌زا (انگلیسی: Mad honey)، نوعی عسل است که حاوی گریانوتوکسین است. این عسل تیره و مایل به قرمز رنگ است و از شهد و گرده گونه خرزه هندی تولید می‌شود و اثرات مسموم کننده‌ای دارد.

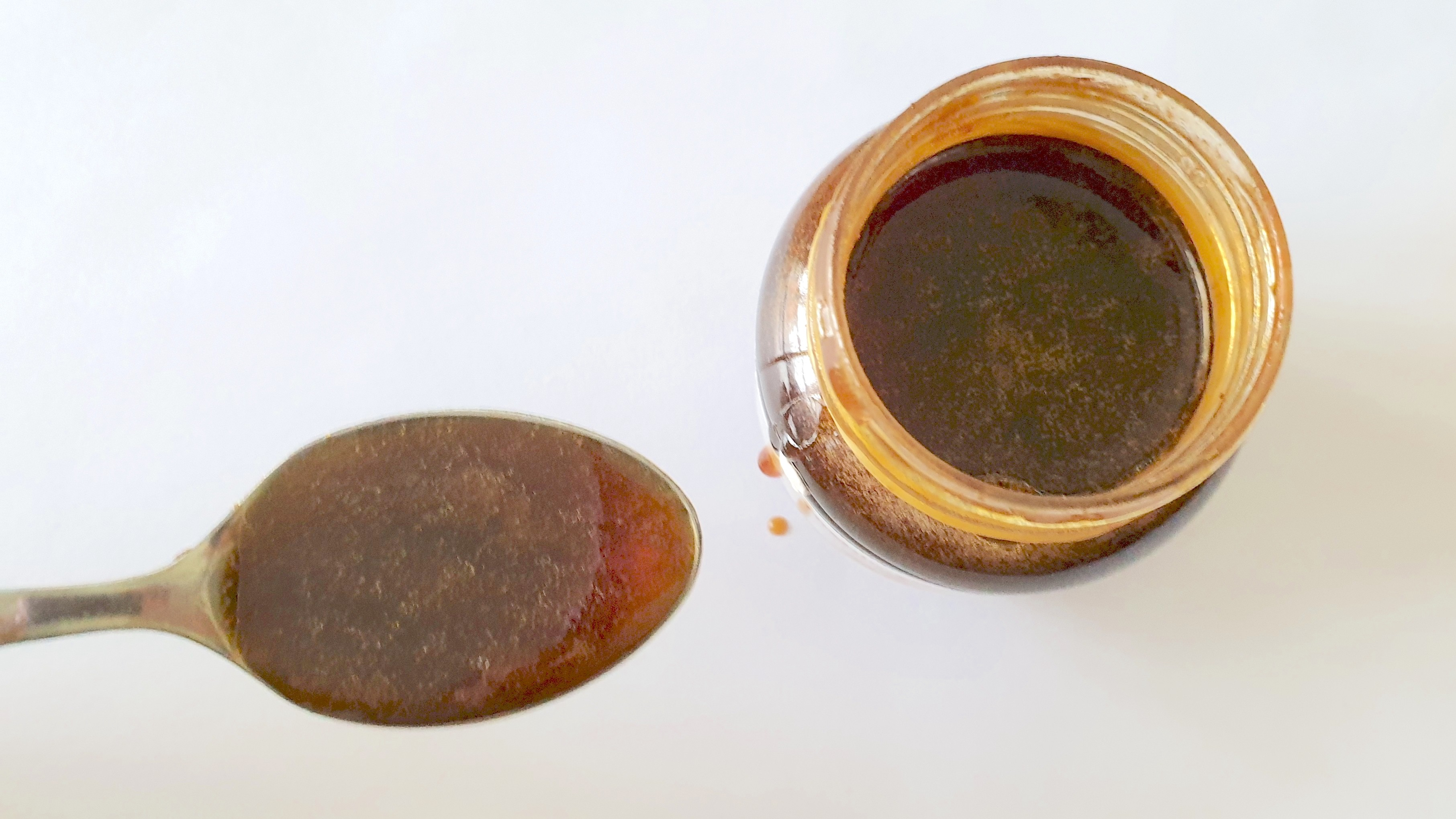
عسل توهم‌زا

عسل توهم‌زا عمدتاً در ترکیه و نپال تولید می‌شود و در آنجا به‌عنوان داروی سنتی و تفریحی استفاده می‌شود. در محدوده هیمالیا هندوکش، توسط زنبورهای عسل غول پیکر هیمالیا تولید می‌شود. شکار عسل در نپال به‌طور سنتی توسط قوم گورونگ انجام می‌شده است. این عسل همچنین به ندرت در شرق ایالات متحده یافت می‌شود.
گزارش‌های تاریخی از عسل توهم‌زا در متون یونان باستان یافت می‌شود. رهبر نظامی یونانی گزنفون در آناباسیس خود در مورد تأثیرات عسل توهم‌زا بر سربازان در سال ۴۰۱ قبل از میلاد متنی نوشته است. در سال ۶۵ قبل از میلاد، در طول جنگ مهردادی سوم، پادشاه مهرداد ششم، پادشاه پنتوس از عسل توهم‌زا به عنوان یک سلاح بیولوژیکی علیه سربازان رومی تحت فرماندهی ژنرال پومپه استفاده کرد. در طول قرن ۱۸، عسل توهم‌زا به اروپا وارد شد و در آنجا به مشروبات الکلی اضافه شد.
مصرف عسل توهم‌زا می‌تواند باعث واکنش سمی به نام مسمومیت با گرایانوتوکسین، بیماری جنون عسل، مسمومیت با عسل یا مسمومیت خرزه هندی شود. عسل شایع‌ترین علت مسمومیت با گرایانوتوکسین است. خود زنبورها تحت تأثیر گرایانوتوکسین نیستند.
در انسان و برخی دیگر از حیوانات، گرایانوتوکسین‌ها بر روی سیستم عصبی مرکزی عمل می‌کنند و به کانال‌های یونی سدیم متصل می‌شوند و از بسته شدن آنها جلوگیری می‌کنند. این منجر به کاهش فشار خون و کاهش ضربان قلب می‌شود. اثرات مربوط شامل سبکی سر، تاری دید، سرگیجه و مشکل تنفسی است. در برخی موارد، فشار خون ممکن است به سطوح بالقوه خطرناک کاهش یابد و باعث تهوع، غش، تشنج، آریتمی، بلوک دهلیزی، فلج عضلانی و بیهوشی شود.
میزان مسمومیت با عسل به‌مقدار مصرف شده و همچنین غلظت گریانوتوکسین بستگی دارد. ممکن است به عنوان یک خواب‌آور عمل کند و علائم خفیف‌تری از جمله احساس سوزن‌سوزن شدن، بی‌حسی، سرگیجه، غش و سرگیجه داشته باشد. با دوزهای قوی‌تر، اثرات ممکن است شامل هذیان، سرگیجه، حالت تهوع، اثرات نوری روانگردان مانند بینایی تونلی و نورهای چرخشی، توهمات، و اختلال در گفتار در جایی که هجاها و کلمات خارج از ترتیب بیان می‌شوند، باشد. زمان بهبودی از چند ساعت تا چند روز متغیر است، اما بیشتر علائم معمولاً پس از ۱۲ ساعت فروکش می‌کنند.
یک بررسی سیستماتیک در سال ۲۰۱۵ از ۱۱۹۹ مورد مسمومیت جنون‌آمیز با عسل هیچ مرگ گزارش شده‌ای را نشان نداد. درمان مسمومیت با عسل جنون‌آمیز شامل آتروپین، آدرنالین، و دم‌کرده نمک است.
در اروپا، عسل حاوی گرایانوتوکسین از رُز برفی (Rhododendron ferrugineum) که در کوه‌های آلپ و پیرنه وجود دارد، تولید می‌شود. با این حال، هیچ مورد مسمومیت با گریانان برای عسل های اتحادیه اروپا گزارش نشده است.